# Florentia (cràter)
Florentia és un cràter sobre la superfície de (21) Lutècia, situat amb el sistema de coordenades planetocèntriques a 28 ° de latitud nord i 144 ° de longitud est. Fa un diàmetre de 10.9 km. El nom va ser fet oficial per la UAI el cinc d'abril de 2011 i fa referència a Florentia, una ciutat de l'època de Lutècia.